# Festival Internacional de Música de Besanzón
El Festival Internacional de Música de Besanzón es un festival de música clásica que se celebra desde 1948 en la ciudad francesa de Besanzón y otros lugares de la antigua región del Franco Condado, cada año durante el mes de septiembre. Es uno de los festivales más prestigiosos y antiguos de este tipo.
Es particularmente conocido el «Concurso Internacional de Jóvenes Directores de Orquesta», uno de los concursos principales de la disciplina. Creado en 1951, se celebró todos los años hasta 1993, desde entonces se celebra cada dos años.